# Furiki Vollgas
Furiki Vollgas (Originaltitel: Furiki Wheels) ist eine französische Zeichentrickserie für Kinder, die seit 2018 produziert und im Fernsehen ausgestrahlt wird.

## Inhalt
André Furiki, ein junges Faultier, das die Geschwindigkeit liebt, will unbedingt Rennfahrer werden. Der Weg dorthin ist jedoch weniger leicht, als Furiki sich das vorgestellt hat. Seine Familie hängt lieber in ihrem Baumhaus ab und faulenzt, wie das Faultiere gewöhnlich so tun. Nachdem André jedoch durch einen mutigen Stunt zum Lebensretter geworden ist, wird er eine lokale Rennfahrer-Berühmtheit. In der Folge Der Zeit-Schwindel reisen André und sein bester Freund Chobado in die Vergangenheit, sie landen in einer prähistorischen Welt. In der Folge Der Spuk-Oldtimer wagt André einen Blick in einen Oldtimer-Rennwagen und weckt dadurch versehentlich dessen übernatürlichen Geist, der ihn mit höchster Geschwindigkeit durch die Savanne treibt. Im Laufe der Handlung muss André des Weiteren einen Sponsor für ein Rennen finden, da er nur dadurch seine Schule retten kann. In der letzten Folge Andrés letzte Chance zerstört der neueste Stand des Helden das Wachhäuschen der Stadt. Der Sheriff verlangt daraufhin von André, dass er 24 Stunden lang nicht den kleinsten Verstoß begehen darf, da sein geliebtes Rennauto Brenda sonst verschrottet werde. Tapfer versucht André sich daran zu halten, was jedoch im Crash seines Lebens endet. Es bleibt die Frage, ist das nun das Ende für Brenda?

## Produktion und Veröffentlichung
Die Serie wurde 2018 in Frankreich produziert. Es entstanden 26 Folgen mit je 2 Segmenten. In der englischen Version spricht Kyle Soller André Furiki, David O’Reilly Chobado, Kosha Engler Francine und Gary Martin Gordon. Produziert wurde Furiki Vollgas von Brilliant Casting, Gaumont Animation und Je Suis Bien Content.
Inn Frankreich wurde die Serie ab dem 2. Juli 2018 unter dem Titel Furiki Wheels ausgestrahlt. Die deutsche Erstausstrahlung der Serie erfolgte ab dem 28. Mai 2018 beim Sender Disney XD. In Schweden lief sie unter dem Titel Furiki rullar. 

## Episodenliste
| Folge | deutscher Titel                        | deutsche Erstausstrahlung | Originaltitel                    |
| 1     | Ausgebremst                            | 28.05.2018                | Need for Speed                   |
| 1     | Prüfungsangst                          | 28.05.2018                | A Tight Spot                     |
| 2     | Das Stunt-Genie                        | 29.05.2018                | Andre Furiki: Sloth Genius       |
| 2     | Ausgetrickst                           | 29.05.2018                | Monkey Wrench in the Works       |
| 3     | Auf Crashkurs                          | 30.05.2018                | Demolition Cutie                 |
| 3     | Erdnussland                            | 30.05.2018                | Peanutland                       |
| 4     | Der musikalische Auspuff               | 31.05.2018                | Musical Muffler Mystery          |
| 4     | Mama in Fahrt                          | 31.05.2018                | Mama At The Wheel                |
| 5     | Inspektor Chobado                      | 01.06.2018                | Burrito Hote                     |
| 5     | Brenda bekommt die Kralle              | 01.06.2018                | Brenda Get’s The Boot            |
| 6     | Rettet Miss Piston                     | 04.06.2018                | Mission Piston                   |
| 6     | Der Glückshelm                         | 04.06.2018                | Chobado Loses his Head           |
| 7     | Brendas Stimme                         | 05.06.2018                | Brenda’s Got Soul                |
| 7     | André Superstar                        | 05.06.2018                | Fifteen Minutes of Furiki        |
| 8     | Die Schnitzeljagd                      | 06.06.2018                | Fun And Thunder                  |
| 8     | In der Wildnis                         | 06.06.2018                | Chasing Waterfall                |
| 9     | Der Furiki-Tag                         | 07.06.2018                | Furiki Day                       |
| 9     | Fleischfresser zu Besuch               | 07.06.2018                | Carnivore Sleepover              |
| 10    | Autotausch                             | 08.06.2018                | Dude, Don’t Scratch My Car       |
| 10    | Die Biker-Gang                         | 08.06.2018                | Moles of Anarchy                 |
| 11    | Furiki auf Eis                         | 07.07.2018                | Furiki On Ice                    |
| 11    | Eine echt wilde Party                  | 14.07.2018                | Party Animals                    |
| 12    | Brenda geht baden                      | 21.07.2018                | Bathtime for Brenda              |
| 12    | Pantherträume                          | 28.07.2018                | Teatime Terror                   |
| 13    | Schluckauf und der kopflose Rennfahrer | 05.11.2018                | Hiccups and The Headless Racer   |
| 13    | Gordon wer?                            | 06.11.2018                | Gordon Who                       |
| 14    | Taxi Furiki                            | 07.11.2018                | Taxi Furiki                      |
| 14    | Alle gegen alle                        | 08.11.2018                | Garage Games                     |
| 15    | Furikis Familien-Urlaub                | 09.11.2018                | Furiki Family Vacation           |
| 15    | Wilde Mode                             | 12.11.2018                | Furiki Fashion Freakout          |
| 16    | Faules Weihnachten                     | 13.11.2018                | Santa Sloth                      |
| 16    | Die Motorhauben-Misere                 | 14.11.2018                | Stuck In the Truck               |
| 17    | Excalibrumm                            | 15.11.2018                | Excarlibur                       |
| 17    | Tacos des Zorns                        | 16.11.2018                | Taco’s Of Wrath                  |
| 18    | Das diebische Faultier                 | 19.11.2018                | Andre Sloth Burgler              |
| 18    | Freakshow                              | 20.11.2018                | Wheels of Glory                  |
| 19    | Ich und Rocket-Magoo                   | 21.11.2018                | Me and Rocket Magoo              |
| 19    | Der Zeit-Schwindel                     | 22.11.2018                | Time Bamboozler                  |
| 20    | Sicherheitstipps von André Furiki      | 12.03.2019                | Safety Tips With Andre Furiki    |
| 20    | Der Spuk-Oldtimer                      | 11.03.2019                | Haunted Hotrod                   |
| 21    | Angriff der Killerreifen               | 13.03.2019                | Attack of the Killer Tires       |
| 21    | Miss Pistons Geheimnis                 | 14.03.2019                | Secrets and Snails               |
| 22    | Die Stunt-Show                         | 15.03.2019                | Thunderstruck                    |
| 22    | In der Ruhe liegt die Kraft            | 18.03.2019                | Sponsored by sloth               |
| 23    | Große Träume                           | 19.03.2019                | Star-Cross Racers                |
| 23    | Die Melonen-Apokalypse                 | 20.03.2019                | Melon Armageddon                 |
| 24    | Allein in Wheeloville                  | 21.03.2019                | Hello Wheeloville, anybody home? |
| 24    | Der trojanische Tortilla               | 22.03.2019                | Too many cooks                   |
| 25    | Eine pelzige Straße                    | 25.03.2019                | Furry Road                       |
| 25    | Das verrückte Nilpferd                 | 26.03.2019                | Chillaxation overdrive           |
| 26    | Der Meister-Entspanner                 | 27.03.2019                | Chillax Chobado                  |
| 26    | Andrés letzte Chance                   | 28.03.2019                | Andre’s dead end                 |